# Ossonoba
Ossonoba (en llatí: Ossonoba, en grec antic: Ὀσσόνοβα) era una antiga ciutat dels turdetans situada al sud-oest de la península Ibèrica, a la Lusitània, al mateix lloc on posteriorment es va construir la ciutat de Faro, a la regió de l'Algarve, Portugal, entre els rius Tajo i Anas (actual Guadiana), a la via que anava d'Esuris (prop de l'actual Ayamonte) fins a Ebora (actual Évora) i a Pax Julia (actual Beja), segons diu l'Itinerari d'Antoní. També en parlen Estrabó i Plini el Vell.
El poble es va fundar aproximadament entre l'any 400 i el 300 aC, i va arribar al seu apogeu durant el domini romà, a partir del segle ii aC. La ciutat va començar a declinar a finals de la civilització romana a la península Ibèrica, als segles iv i V, amb les invasions bàrbares. Va tornar a guanyar importància després de la conquesta musulmana l'any 713, convertint-se en un important centre cultural i polític, que controlava la regió de l'Algarve. Durant el govern morisc, Ossonoba va canviar el seu nom diverses vegades, acabant per Santa Maria ibne Harune, que posteriorment va donar lloc al topònim Faro.